# El arte de amar (EP con 4 canciones)
El arte de amar se trata del sexto trabajo del grupo Ars amandi. 

## Descripción
El disco se compone de 4 canciones:
Se trata de un EP con 4 temas  100% autoeditado y autoproducido por ellos.
Los nombres de las canciones son "No abandones", "La noche espera", "Siempre a tu lado" y "Rubia de bote". La grabación se ha realizado en “The Shelter”, el estudio de su gran amigo y técnico de sonido habitual en directo, Jacobo Villarino.
El 28 de abril de 2015 anunciaron a través de su cuenta oficial de Facebook que empezaban a grabar su nuevo disco. La financiación del mismo fue anunciada el 27 de mayo de 2015. La primera presentación se realizó en Ávila (Tierra natal de Dani) el día 25 de julio de 2015.

## Lista de canciones
| N.º   | Título              | Duración |  |
| 1.    | «No abandones»      | 03:58    |  |
| 2.    | «Rubia de bote»     | 05:03    |  |
| 3.    | «La noche espera»   | 05:49    |  |
| 4.    | «Siempre a tu lado» | 05:09    |  |
| 19:19 |                     |          |  |

## Intérpretes
- Dani Aller - Voz, dulzaina, pito castellano, etc
- Fernando Girón - Guitarra
- Manolo Arias - Guitarra
- Nacho de Carlos - Guitarra
- Teto Viejo - Batería
- David A. Noisel - Bajo

### Colaboraciones especiales en
- Fernando Ponce - Flauta travesera
- Dani Rodríguez - Violín

- Datos: Q21007223